# Syndic général
Le Syndic général (en catalan : Síndic General de les Valls d'Andorra) est le président du Conseil général, le parlement de l'Andorre.

## Histoire
La fonction est apparue en même temps que le Conseil de la Terre, l'ancêtre du Conseil général, en 1419.
Elle s'est appelée Premier syndic ou Syndic général en fonction des époques.

## Liste des syndics généraux

### De 1841 à 1993
| Nom                                                     | Début             | Fin               | Parti |
| ------------------------------------------------------- | ----------------- | ----------------- | ----- |
| Josep Picart                                            | 1841              | 1847              |       |
| Bonaventura Riba                                        | 1847              | 1858              |       |
| Gil Areny                                               | 1858              | 1861              |       |
| Francesc Duran                                          | 1861              | 1865              |       |
| Joaqim de Riba                                          | 1865              | 1866              |       |
| Guillem d'Areny-Plandolit                               | 1866              | 1868              |       |
| Nicolau Duedra                                          | 1868              | 1875              |       |
| Guillem Mora                                            | 1875              | 1878              |       |
| Bonaventura Moles                                       | 1878              | 1880              |       |
| Joan Pla Calvo                                          | 1880              | 1881              |       |
| Josep Palmitjavila                                      | 1881              | 1881              |       |
| Francesc Duran                                          | 1881              | 1883              |       |
| Josep Palmitjavila                                      | 1884              | 1885              |       |
| Francesc Duran                                          | 1886              | 1886              |       |
| Francesc Maestre                                        | 1886              | 1888              |       |
| Antoni Moles (a officié en même temps que le précédent) | 1888              | 1897              |       |
| Bonaventura Maestre                                     | 1893              | 1898              |       |
| Josep Calva                                             | 1898              | 1901              |       |
| Bonaventura Maestre                                     | 1902              | 1905              |       |
| Pere Moles                                              | 1906              | 1911              |       |
| Bonaventura Maestre                                     | 1911              | 1912              |       |
| Bonaventura Moles                                       | 1912              | 1915              |       |
| Pere Font                                               | 1915              | 1917              |       |
| Josep Vilanova                                          | 1918              | 1920              |       |
| Josep Grepa (acting)                                    | 1920              | 1920              |       |
| Bonaventura Villarubia                                  | 1920              | 1923              |       |
| Pere Font                                               | 1924              | 1927              |       |
| Roc Pallares                                            | 1928              | 19 août 1933      |       |
| Vacant                                                  | 19 août 1933      | 18 septembre 1933 |       |
| Pere Torres                                             | 18 septembre 1933 | 1936              |       |
| Francesc Molné                                          | 1936              | 1937              |       |
| Francesc Cairat Freixes                                 | 1937              | 31 décembre 1960  |       |
| Julià Reig Ribó                                         | 31 décembre 1960  | décembre 1966     |       |
| Francesc Escudé Ferrero                                 | décembre 1966     | décembre 1972     |       |
| Julià Reig Ribó                                         | décembre 1972     | 29 décembre 1978  |       |
| Estanislau Sangrá Font                                  | 29 décembre 1978  | 4 janvier 1982    |       |
| Francesc Cerqueda Pasquet                               | 4 janvier 1982    | 12 janvier 1990   | UL    |
| Josep Maria Beal Benedico                               | 12 janvier 1990   | 15 février 1991   | PSA   |
| Albert Gelabert Grau                                    | 15 février 1991   | 12 avril 1992     | PLA   |
| Jordi Farràs Forné                                      | 12 avril 1992     | 4 mai 1993        | PD    |

### Depuis 1993
| Nbm                   | Début           | Fin             | Parti |
| --------------------- | --------------- | --------------- | ----- |
| Jordi Farràs Forné    | 4 mai 1993      | 19 janvier 1994 | PD    |
| Josep Dallerès Codina | 19 janvier 1994 | 10 mars 1997    | PSA   |
| Francesc Areny Casal  | 10 mars 1997    | 17 mai 2005     | PLA   |
| Joan Gabriel i Estany | 17 mai 2005     | 19 mai 2009     | PLA   |
| Josep Dallerès Codina | 19 mai 2009     | 28 avril 2011   | PSA   |
| Vicenç Mateu Zamora   | 28 avril 2011   | 2 mai 2019      | DA    |
| Roser Suñé Pascuet    | 2 mai 2019      | 26 avril 2023   | DA    |
| Carles Enseñat        | 26 avril 2023   | En fonction     | DA    |